# Diglosie
În sociolingvistică, termenul diglosie (cf. fr  diglossie < el  διγλωσσία diglossía ← δι- „de două ori” + γλῶσσα „limbă”) denumește situația în care într-o comunitate lingvistică sau pe un teritoriu se folosesc două varietăți ale unei limbi, respectiv două limbi diferite, cu funcții sociale diferite, una dintre ele având un statut social superior („statut înalt”) față de cealaltă, cu „statut jos”. În cazul a două varietăți ale aceleiași limbi, cea cu statut superior este varietatea ei standard în general și în special registrul de limbă elevat din cadrul acesteia, iar cealaltă poate fi o varietate regională sau registrul familiar, ori cel popular al limbii. Dacă este vorba de limbi diferite, cea cu statut superior este, de exemplu, varietatea standard a limbii oficiale, iar cealaltă o limbă regională sau minoritară.
Prin originea sa, termenul „diglosie” corespunde termenului „bilingvism”, dar în lingvistica actuală denumesc noțiuni diferite. Bilingvismul este totuși implicat în diglosie dacă este vorba de raportul dintre două limbi diferite.

## Istoricul conceptului
Conceptul de diglosie a fost dezvoltat pe măsură ce s-a constatat și s-a studiat situația diglosică în tot mai multe comunități lingvistice și țări.
Termenul a fost popularizat de către elenistul francez Jean Psichari referitor la situația din Grecia devenită independentă, după instaurarea unei monarhii cu rege de origine bavareză. Atunci, varietatea arhaizantă a limbii, numită katharevusa, a fost singura recunoscută de stat, fiind diferită prin anumite trăsături gramaticale, fonetice și lexicale de varietarea vorbită în mod curent, numită dimotiki. Psichari aplicase deja conceptul la situația limbii occitane în epoca trubadurilor, amintind diferența dintre varietatea literară a acesteia și cea vorbită uzual, precum și la situația limbii franceze moderne, cu varietatea ei standard față de registrele de limbă familiar și popular.
În 1930, William Marçais a aplicat conceptul la varietățile limbii arabe folosite în Algeria, apoi, în 1959, Charles A. Ferguson a tratat, alături de limba greacă modernă, limba arabă în țările arabe în general, varietatea de germană vorbită curent în Elveția, în opoziție cu limba germană standard, și limba creolă haitiană cu bază franceză, în opoziție cu franceza standard. Ferguson a dat o definiție sociolingvistică diglosiei, considerând-o o situație durabilă, stabilă și armonioasă.
Joshua Fishman, în 1967, apoi A. de Vincenz, în 1972 au extins conceptul la situațiile de diglosie în care se află limbi diferite, precum o limbă minoritară într-un stat față de limba sau limbile oficiale din acel stat. În aceste situații se îmbină bilingvismul cu diglosia.

## Caracteristicile varietăților de limbă în diglosie
Varietățile de limbă în situație de diglosie se deosebesc în primul rând prin modul lor de însușire. Cea „inferioară” este învățată de copii în familie, iar cealaltă în sistemul de învățământ, fiind o varietate suprapusă.
Ca domeniu de folosire, fiecare dintre varietăți are limitările sale. Varietatea cu statut jos poate fi folosită în primul rând de întreaga comunitate lingvistică în familie, cu prieteni, cu colegi, este varietatea colocvială a limbii. Din partea unor persoane cu poziție ierarhică superioară permanentă sau momentană, poate fi folosită în comunicarea cu angajații lor, cu chelneri etc. Ferguson amintea ca domeniu al varietății colocviale și teatrul radiofonic popular. Această varietate este în principal orală. În formă scrisă poate apărea de exemplu în legendele caricaturilor. O folosire mai specifică este cea a unei varietăți regionale, limitată geografic în comunicarea curentă, dar și în folclorul literar.
Varietatea cu statut înalt este folosită oral în situațiile de comunicare cu caracter formal, de către vorbitorii care au un nivel de școlarizare suficient ca s-o fi însușit, de pildă de către clerici în lăcașurile de cult, politicieni în cuvântările lor, cadre didactice în prelegeri universitare, prezentatori în emisiuni radiofonice de știri etc. Are o utilizare mult mai largă în scris decât cealaltă varietate, în limba literaturii culte care folosește registrul de limbă elevat, iar în presă în editoriale, în legende de fotografii. Ferguson adaugă aici și corespondența personală.
În privința regulilor limbii, fiecare varietate are normele ei, dar cea cu statut jos nu este standardizată. Cea cu statut înalt este standardizată, pe baza unei moșteniri literare, dacă aceasta există, și oficializată, normele ei fiind fixate în lucrări descriptive și normative: dicționare, gramatici, manuale etc..
Privitor la trăsăturile lor lingvistice, cele două varietăți prezintă diferențe. Sistemul lor fonologic este unic, dar există realizări fonetice diferite. La nivel lexical pot exista clase de cuvinte specifice fiecăreia, precum și sinonime distribuite între ele. Varietatea cu statut înalt poate avea un sistem gramatical mai complex decât cealaltă și reguli care exclud variantele.
Varietățile în diglosie mai diferă și prin prestigiul cu care este investită cea cu statut înalt de către vorbitori, din cauza caracteristicilor ei.
Cazul unor limbi diferite în situație de diglosie poate prezenta unele diferențe față de cel al varietăților aceleiași limbi, în sensul că o limbă minoritară poate fi și ea standardizată, să aibă o moștenire literară, iar vorbitorii ei o pot considera cel puțin la fel de prestigioasă ca cealaltă limbă. În acest caz, diferența principală este aceea că nu are același statut oficial și că este mai limitată în privința domeniului de folosire. Vorbitorii unei limbi minoritare pot fi în două situații de diglosie: în cadrul limbii lor materne și în raport cu limba majoritară. Pornind de la aceste fapte, unii sociolingviști, în urma unor autori catalani și occitani, ale căror limbi sunt minoritare în Franța, caracterizează diglosia nu ca o situație armonioasă și stabilă, ci ca un conflict lingvistic potențial, deci latent, sau chiar manifest.
Între varietățile de limbă în diglosie nu există o graniță de netrecut, ci se creează unele elemente intermediare de limbă bazate pe varietatea colocvială, cu numeroase cuvinte din varietatea de prestigiu. De exemplu, limba presei în Grecia combină elemente din katharevusa cu elemente din dimotiki. Varietățile prezintă oricum multe fapte de limbă comune, care constituie cantitativ esențialul vorbirii cotidiene. Unii lingviști numesc „interlect” ansamblul acestora.
Vorbitorii care cunosc, pe lângă varietatea colocvială, și pe cea de prestigiu, sunt capabili de alternarea lor (en  code switching), adică să o folosească pe una sau pe cealaltă în funcție de situația de comunicare, ori să introducă elemente din una sau din cealaltă în cadrul aceleiași situații, pentru a nuanța exprimarea.
Uriel Weinreich considera că diglosia, ca și bilingvismul, poate constitui un avantaj pentru vorbitorii care cunosc mai mult de o varietate de limbă, respectiv mai mult de o limbă, în ceea ce privește situația lor în societate.

## Diglosia în câteva țări
Pe lângă caracteristici comune, diglosia prezintă și diferențe de la țară la țară, în special când este vorba de limbi diferite, în funcție de statutul oficial al acestora.
În Franța sunt în situație de diglosie în primul rând vorbitorii care posedă, pe de o parte, registrul de limbă familiar, pe de altă parte registrul curent și, eventual, pe cel elevat al varietății standard a limbii franceze. Sunt și vorbitori a căror limbă maternă este una cu statutul oficial de limbă regională sau de peste mări. Sunt șaptezeci și cinci de limbi recenzate oficial în metropolă și în teritoriile de peste mări. Unele sunt apropiat înrudite cu franceza, ca normanda sau picarda, altele sunt înrudite cu franceza ca limbi romanice, precum occitana și catalana, iar altele nu sunt înrudite cu franceza, ca bretona sau basca din metropolă, și numeroase limbi de peste mări. O parte din limbile regionale nu sunt standardizate, ca primele două date ca exemple, dar altele sunt, precum ultimele patru. În plus, o limbă precum catalana este a unei comunități lingvistice care trăiește de ambele părți ale frontierei, în cealaltă țară fiind limbă oficială în Catalonia. În afară de această diglosie mai există diglosia vorbitorilor de varietăți regionale ale francezei propriu-zise din Franța și din alte țări francofone.
În Haiti, limba folosită curent de populație este creola cu bază franceză, standardizată relativ recent, dar în situațiile de comunicare oficiale se folosește franceza standard. Ambele limbi sunt oficiale.
În Elveția, limba germană standard este oficială, folosită în situațiile formale, dar populația germanofonă folosește dialectul local al germanei ca varietate colocvială.
În țările arabe, limba oficială este araba clasică, dar se vorbesc curent dialectele arabe locale. În unele, ca Tunisia, există triglosie, adică mai este încă o limbă de prestigiu, franceza.
În legătură cu țări ca Singapore sau Malaysia, unde sunt mai multe limbi și varietăți de limbă în relații funcționale complementare, sociolingviștii utilizează și termenul „poliglosie”.
O situație de diglosie aparte a existat în Rusia, în secolul al XVIII-lea, când nobilii foloseau între ei franceza ca limbă de prestigiu și vorbeau rusa în afara cercurilor lor.